# Achille Emana
Achille Emana, född 5 juni 1982, är en kamerunsk fotbollsspelare som spelar för spanska Gimnàstic de Tarragona och Kameruns herrlandslag i fotboll. Han spelar oftast som höger- eller offensiv mittfältare. Han köptes av Real Betis år 2008, och har tidigare spelat för Toulouse FC.